# Homonota uruguayensis
Espèce
Synonymes
- Wallsaurus uruguayensis Vaz-Ferreira & Sierra de Soriano 1961

Homonota uruguayensis est une espèce de geckos de la famille des Phyllodactylidae.

## Répartition
Cette espèce se rencontre:
- en Uruguay dans les départements d'Artigas et de Tacuarembó ;
- au Brésil dans l’État du Rio Grande do Sul.

## Étymologie
Son nom d'espèce, composé de uruguay et du suffixe latin -ensis, « qui vit dans, qui habite », lui a été donné en référence au lieu de sa découverte, l'Uruguay.

## Publication originale
- Vaz-Ferreira & Sierra De Soriano, 1961 : Un nuevo Gekkonidae del Uruguay Wallsaurus uruguayensis n. Sp.. Comunicaciones Zoologicas del Museo de Historia Natural de Montevideo, vol. 5, p. 1-11.